# Охлупин, Леонид Давыдович
Леонид Давыдович Охлупин (1915—1983) — советский театральный деятель, актёр Свердловского государственного академического театра драмы, народный артист РСФСР (1971), почётный гражданин Свердловска (1973).

## Биография
Родился в посёлке Полевском Пермской губернии.
С 1931 года играл на сцене рабочего театра райпрофсовета, в 1932 году перебрался в Свердловск, где начал обучение в театральной студии Свердловского драматического театра. По окончании обучения был принят в основной состав труппы.
Охлупин отличался многоплановостью актёрского мастерства, способностью одинаково успешно исполнять как комедийные, так и драматически роли. На сцене свердловского театра он воплотил в жизнь образы деда Щукаря из пьесы «Поднятая целина» по роману М. А. Шолохова, героев пьес М. Горького: Перчихина из «Мещан» и Дудакова «Дачников». Отдельно отмечены работы актёра над образом В. И. Ленина, роль которого Охлупин сыграл в нескольких спектаклях: «Кремлёвские куранты», «Третья, патетическая» (по пьесам Н. Ф. Погодина), «Шестое июля» (по пьесе М. Ф. Шатрова).
С 1963 года Охлупин возглавлял Свердловское отделение Всероссийского театрального общества.
Профессиональная и общественная деятельность актёра была отмечена государственными наградами и почетными званиями: кавалер ордена «Знак Почета», в 1956 году удостоен звания заслуженного артиста РСФСР, а в 1971 — народного артиста РСФСР. В 1973 году Охлупину присвоено звание почётного гражданина Свердловска.
Скончался 25 апреля 1983 года. Похоронен на Широкореченском кладбище Свердловска.

## Семья
Был женат. Сын — артист театра им. Маяковского, народный артист РСФСР Игорь Охлупин (1938—2018). Внучка — артистка Малого театра, народная артистка России Алёна Охлупина.

## Награды и премии
- Орден «Знак почёта»
- Медаль «За доблестный труд»
- Заслуженный артист РСФСР
- Народный артист РСФСР
- Почётный гражданин города Свердловска